# Spanish Judges
Spanish Judges (bra: Tudo por Dinheiro; prt: Spanish Judges) é um filme estado-unidense de 1999, dos gêneros policial e drama, estrelado por Matthew Lillard e Vincent D'Onofrio. O filme teve uma leve inspiração no filme australiano Ruthless Behaviour.[carece de fontes?]

## Elenco
- Matthew Lillard como Jack
- Vincent D'Onofrio como Max
- Valeria Golino como Jamie
- Mark Boone Junior como  Piece
- Tamara Mello como  Mars
- David Glen Eisley como George
- Ed O'Ross como Chefe
- George Griffith como Griff
- Sam Hiona como Harry
- Dennis Keiffer como Lenny
- Rhino Michaels como Assassino profissional 1
- Dale "Mad Dog" Messmer como Leiloeiro
- J.W. Smith como Red
- Michael Shamus Wiles como Wellings